# Ierse opstand van 1641
De Ierse opstand van 1641 (Iers: Éirí Amach 1641) begon als een staatsgreep door Iers-katholieke edelen, die een poging deden de macht over te nemen van het Engelse bestuur in Ierland om zodoende concessies af te dwingen voor de katholieken. De staatsgreep mislukte en de opstand ontwikkelde zich tot een etnisch conflict tussen de Ieren en de Engelse katholieken aan de ene kant en de Engelse protestanten en Schotse kolonisten aan de andere kant. Dit conflict heet de Ierse Confederale Oorlogen.
De opstand werd veroorzaakt door de angst onder de katholieken voor een op handen zijnde invasie van Ierland door anti-katholieke troepen van het Engelse Lange Parlement en de Schotse Covenanters, die de macht van Koning Karel I van Engeland trotseerden. Op haar beurt leidde de vermeende samenwerking tussen de Ierse rebellen en Karel I tot het begin van de Engelse Burgeroorlog. De Engelse en Schotse parlementen weigerden een leger op de been te brengen om de opstand neer te slaan, tenzij het onder hun bevel stond in plaats van dat van de koning.
De Ierse opstand brak in oktober 1641 uit en werd gevolgd door enkele maanden van chaotisch geweld voordat de Ierse elite en de geestelijkheid in de zomer van 1642 de Katholieke Confederatie vormden. De Confederatie werd de de facto regering voor het grootste deel van Ierland, onafhankelijk van het Engelse bestuur en het stond losjes aan de zijde van de royalisten tijdens de Oorlogen van de Drie Koninkrijken. De daaropvolgende Ierse Confederale Oorlogen duurden in Ierland tot in de jaren 1650, toen het New Model Army van Oliver Cromwell de Ierse katholieken en royalisten beslissend versloeg en het land heroverde. De Ierse opstand van 1641 wordt gezien als een belangrijke stap in de val van het Huis Stuart tijdens de 17e eeuw.

## Oorzaken
De oorzaken van de opstand van 1641 liggen in het nalaten van het Engelse bestuur in Ierland om de Ierse elite op te nemen in haar rangen, in de nasleep van Elizabeths verovering van Ierland en de kolonisering van het land. De Ierse bevolking van voor Elizabeths verovering wordt gewoonlijk verdeeld tussen de Keltische Ieren en de Oude Engelsen, de nazaten van de Normandische kolonisten uit de Middeleeuwen. Deze groepen stonden van oudsher vijandig tegenover elkaar, waarbij de door de Engelsen bewoonde gebieden werden versterkt om aan de dreiging van de rurale Keltische clans het hoofd te bieden.
Maar in de zeventiende eeuw nam de kloof tussen deze twee groepen af, vooral op het hoogste niveau. Veel Oud Engelse edelen spraken niet alleen Iers, maar financierden Ierse poëzie en muziek en werden weleens beschreven als Hiberniores Hibernis ipsis ('Ierser dan de Ieren zelf'). Huwelijken tussen de twee groepen vonden regelmatig plaats. Bovendien vonden de twee groepen elkaar in hun gezamenlijke Katholicisme, met name na Elizabeths verovering van Ierland en de komst van de protestantse Engelse bestuurders en kolonisten. In de decennia tussen het einde van Elizabeths verovering in 1603 en het uitbreken van de opstand in 1641 werd de politieke positie van de rijke Ierse katholieken steeds meer bedreigd door het Engelse bestuur in Ierland.

### Volksplantingen

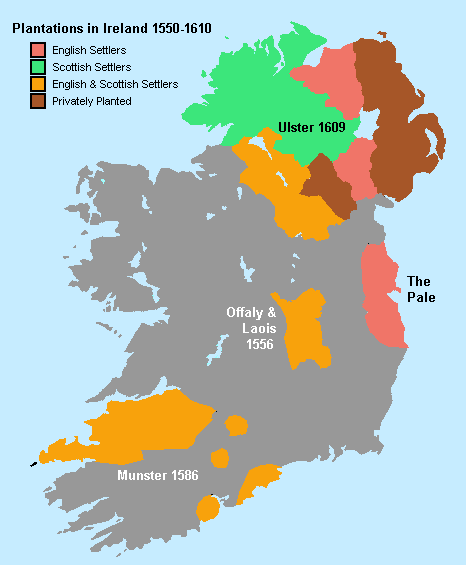
Kaart van Ierland in 1609 met daarop aangegeven de volksplantingen

Tijdens de Engelse verovering van Ierland in de 16e eeuw vonden de eerste volksplantingen plaats in Munster, gevolgd aan het begin van de 17e eeuw door volksplantingen in Ulster. In het geval van Ulster was dit het gevolg van het in beslag nemen van grote hoeveelheden land na de Vlucht der Grafen in 1607. Van dit gebied werd 20% toegewezen aan Ierse edelen en clans die loyaal waren aan de Engelse koning. Maar rond de tijd van de opstand van 1641 leverden de volksplantingen de Ierse bevolking niks op. Dit werd nog eens versterkt doordat veel Ierse edelen die grondgebied hadden ontvangen dit moesten verkopen wegens wanbeleid en opgelopen schulden. De uitholling van hun status en invloed zorgde ervoor dat zij zich aansloten bij een opstand, zelfs als zij veel te verliezen hadden.
Veel van de Ierse bannelingen namen dienst als huurlingen in de katholieke legers van Spanje en Frankrijk. Zij vormden samen een kleine Ierse emigrantengemeenschap, dat zeer vijandig stond jegens de door de Engelsen bestuurde protestantse staat in Ierland. Zij werden echter beperkt in hun mogelijkheden door de vriendschappelijke banden die Engeland, Spanje en Frankrijk na 1604 met elkaar aanknoopten. In Ierland zelf waren de gevolgen van de volksplantingen een van de voornaamste redenen voor het uitbreken van de opstand. Bovendien moesten wetten die al waren aangenomen door het Ierse parlement ook nog eens goedgekeurd worden door het Engelse parlement. Het door de protestanten gedomineerde bestuur maakte hiervan gebruik door steeds meer gebied in te pikken van landeigenaren. Eind jaren 1630 stelde Thomas Wentworth, de Lord Deputy van Ierland, een nieuwe ronde volksplantingen voor, hoewel deze nog niet was uitgevoerd in 1641. In dat jaar was 60% van het land nog steeds eigendom van katholieken.

### Religie
De meeste leden van de Iers-katholieke hogere klassen stonden niet onwelwillend tegenover de soevereiniteit van Karel I in Ierland, maar wilden gezien worden als volwaardige onderdanen van de driedelige monarchie (Engeland, Schotland, Ierland) en hun vooraanstaande positie in de Ierse gemeenschap behouden. Dit werd echter niet mogelijk gemaakt door hun religieuze dissidentie en door de dreiging die de volksplantingen voor hen vormden. Na het mislukte Buskruitverraad van 1605 werden de rechten van de rijke Ierse katholieken beperkt, hoewel zij niet betrokken waren bij het plan.
Het anglicanisme was de enige toegestane denominatie in de Drie Koninkrijken. Het niet bijwonen van protestantse kerkdiensten kon bestraft worden met boetes en voor het openlijk belijden van niet goedgekeurde vormen van geloof kon men gearresteerd worden. Katholieken mochten geen hooggeplaatste bestuursfuncties hebben of boven een bepaalde rang in het leger dienen. De Ierse raad van state werd gedomineerd door Engelse protestanten. Het aantal kiesdistricten van het Ierse Lagerhuis werden vergroot, waardoor de protestanten vanaf 1613 een meerderheid van 108 tegen 102 hadden. Het Ierse Hogerhuis had daarentegen nog wel een flinke katholieke meerderheid waardoor het in staat was de meeste onwelkome wetgeving te blokkeren.
Als gevolg van de parlementaire verschuivingen besloten leden van de Ierse-katholieke elite een rechtstreeks appel te doen aan de koning, eerst Jacobus I en daarna Karel I, om volledige rechten als onderdanen en tolerantie voor hun religie. Diverse keren leek het erop dat de koningen in ruil voor hogere belastingen akkoord gingen met hun eisen. Maar de Ierse katholieken waren erg teleurgesteld toen ze hun hogere belastingen hadden betaald en Karel I besloot het uitvoeren van hun eisen uit te stellen tot 3 mei 1641, toen hij de Ierse rechterlijke macht opdracht gaf de noodzakelijke wetten door te voeren.
Onder het mom van het controleren van landbezit voor het innen van belastingen nam Wentworth landgoederen in beslag en was hij van plan volksplantingen in Roscommon en Sligo uit te voeren, die later gevolgd zouden moeten worden door Galway en Kilkenny. Volgens historicus Padraig Lenihan zou Wentworth uiteindelijk te maken hebben gekregen met gewapend verzet door katholieke landeigenaren als hij dit zou hebben doorgezet. Maar de destabilisering van de Engelse en Schotse politiek en de verzwakking van de positie van de koning in 1640 zorgden reeds voor een Ierse opstand. Overigens werd Wentworth in mei 1641 geëxecuteerd in Londen.

### Samenzwering
Van 1638 tot 1640 kwam Schotland in opstand tegen de pogingen van Karel I om de liturgie van de Church of Engeland daar in te voeren. De Schotten vonden deze echter te veel lijken op Katholicisme. De pogingen van de koning om de opstand neer te slaan mislukten echter toen het Engelse Lange Parlement, die de religieuze zorgen van de Schotten deelden, weigerden geld beschikbaar te stellen voor de vorming van een leger. Karel besloot daarop onderhandelingen met de Ierse katholieke adel te starten met als doel een Iers leger te rekruteren om de Schotse opstand mee neer te kunnen slaan, in ruil voor de Ierse eisen voor religieuze tolerantie en een einde van de volksplantingen. Dit leger kwam maar heel langzaam bij elkaar in Carrickfergus, gelegen tegenover de Schotse kust, maar werd medio 1641 weer opgeheven. Maar voor de Schotse en Engelse parlementen leek het er sterk op dat Karel een tiran was die zijn katholieke geloof wilde opdringen aan zijn koninkrijken en weer wilde regeren zonder zijn parlementen, zoals hij tussen 1628 en 1640 ook al had gedaan. Begin 1641 stelden sommige parlementariërs voor Ierland binnen te vallen en het Katholicisme te onderdrukken zodat er geen Iers-katholiek leger in Engeland of Schotland kon landen.
Deze voorstellen zorgden voor veel onrust in Ierland en een kleine groep Ierse landeigenaren wilden hiervan gebruik maken door met een snelle staatsgreep in naam van de koning Dublin Castle in te nemen, gevolgd door andere belangrijke steden in het land. Op deze manier wilden ze een eventuele invasie voor zijn en de koning dwingen hun eisen in te willigen. Ook leek de koning in een zeer verzwakte positie te verkeren door zijn constante ruzie met het Engelse parlement, waardoor de kans van slagen veel groter was.

### Economie
Een ongunstige economische situatie droeg ook bij tot het uitbreken van de opstand. De economische neergang was een gevolg van de Kleine IJstijd, dat in de 17e eeuw plaatsvond. De Ierse economie was in een recessie terechtgekomen en de oogst van 1641 was erg mager. De jaarlijkse rente lag in de jaren 1630 op maar liefst 30%. Enkele leiders van de opstand, zoals Phelim O'Neill en Rory O'Moore, hadden hoge schulden en liepen het risco hun landgoederen kwijt te raken aan hun schuldeisers. Bovendien hadden de Ierse boeren het ook zwaar te verduren door de slechte oogst en huurverhogingen. Dit stimuleerde hun verlangen om de kolonisten te verdrijven en droeg bij aan de wijdverbreide aanvallen op de kolonisten aan het begin van de opstand.

## Opstand

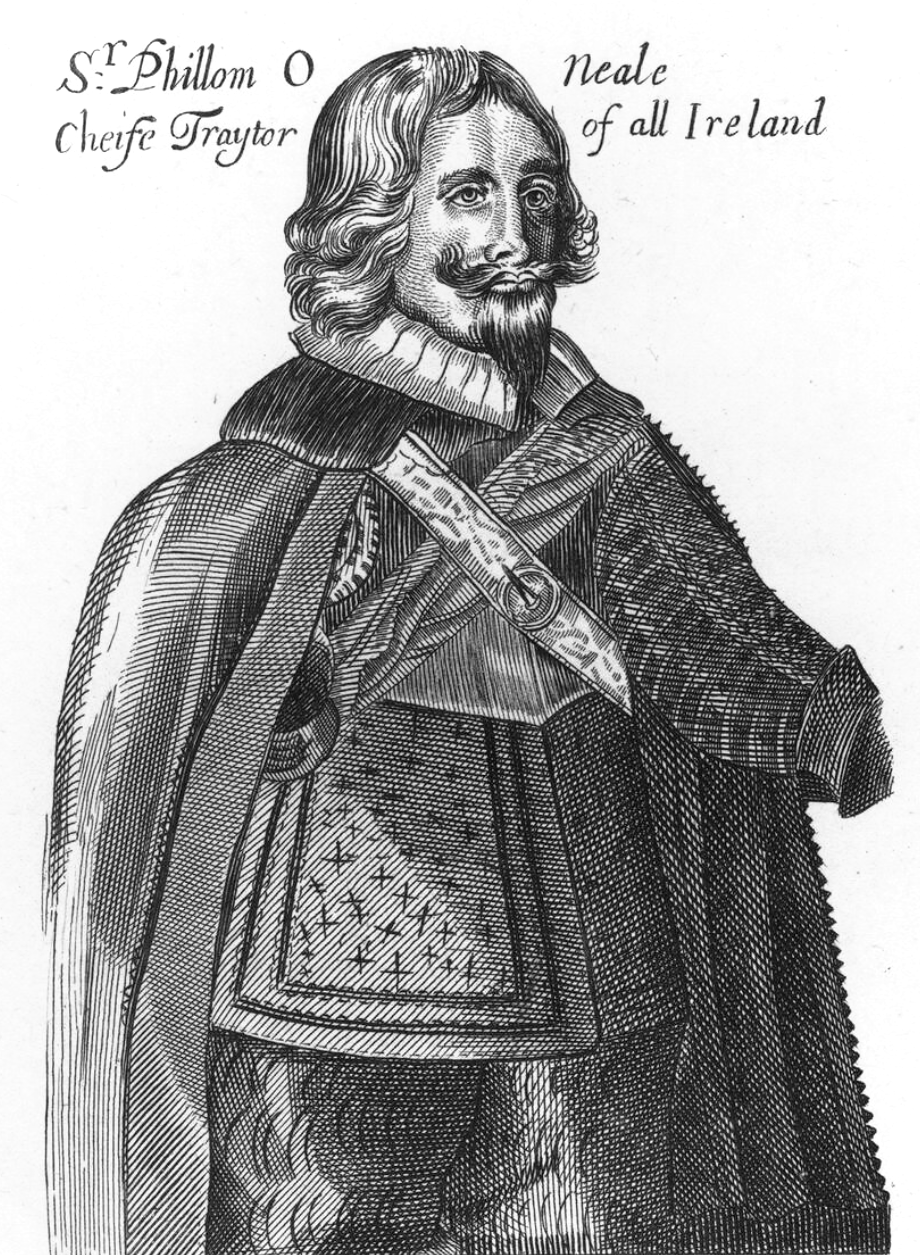
Sir Phelim O'Neill, een van de leiders van de opstand

De drijvende kracht achter de opstand was een kleine groep Ierse landeigenaren uit Ulster, dat zwaar te lijden had gehad onder de volksplantingen. Hugh Oge MacMahon en Conor Maguire moesten Dublin Castle bezetten en Phelim O'Neill en Rory O'Moore zouden tegelijkertijd Derry en andere noordelijke steden innemen. De opstand moest op 23 oktober 1641 plaatsvinden. Het was voor de samenzweerders belangrijk om het verrassingselement te gebruiken om hun doelen zonder bloedvergieten te behalen en vervolgens hun eisen te stellen, met de verwachting dat ze gesteund werden door de rest van het land. Het plan voor een bloedeloze staatsgreep viel echter in duigen toen de autoriteiten in Dublin het plan via een informant te horen kregen en Maguire en MacMahon arresteerden.
O'Neill wist ondertussen enkele forten in het noorden van het land in te nemen. Hij claimde daarbij in naam van de koning te handelen. Op 4 november liet hij in Newry een vervalste commissie van de koning publiceren. Dit overtuigde een hoop edelen in de rest van het land ervan hem te steunen. Al snel verloren de samenzweerders hun greep op de gebeurtenissen. De Engelse autoriteiten in Dublin reageerden op buitenproportionele wijze op de opstand, die zij omschreven als 'een ontrouwe en verwerpelijke samenzwering, uitgevoerd door kwaadaardige Ierse papisten' die gericht zou zijn op het 'uitmoorden van alle Engelse en protestantse bewoners'. Hun reactie bestond uit het sturen van troepen onder leiding van Charles Coote en William St Leger naar opstandige gebieden in respectievelijk Wicklow en Cork. Hun expedities kenmerkten zich door buitensporig en willekeurig geweld tegen de plaatselijke katholieke bevolking en overtuigden de algehele katholieke bevolking ervan zich bij de opstand aan te sluiten.
Ondertussen zorgde in Ulster de afwezigheid van staatsgezag in wijdverbreide aanvallen door de Ierse bevolking op de Engelse kolonisten. In eerste instantie werden de Schotse kolonisten ongemoeid gelaten, maar naarmate de opstand voortduurde, werden ook zij doelwitten. Phelim O'Neill en de andere leiders probeerden deze aanvallen te stoppen, maar slaagden er niet in de lokale boeren te beteugelen.
De opstanden verspreidden zich snel over het hele land. Munster was de laatste regio waar deze opschuddingen plaatsvonden, maar deze waren vooral het gevolg van het harde optreden van William St Leger. Veel Ierse edelen die landgoederen waren kwijtgeraakt of daar het risico op liepen, sloten zich aan bij de opstand en namen deel aan de aanvallen op de kolonisten. In deze fase bestonden deze aanvallen vooral uit het mishandelen en beroven van de kolonisten, in plaats van ze te vermoorden. Historicus Nicholas Canny schrijft hierover: "De meeste opstandelingen wilden vooral hun economische situatie verbeteren door de bezittingen van de kolonisten in te pikken. Het was hierbij niet de bedoeling hun slachtoffers te vermoorden. Desalniettemin waren het gruwelijke aangelegenheden waarbij bekenden tegenover elkaar stonden. Een typische aanval bestond uit een groep Ieren die naar een protestantse familie gingen en hen dwongen hun roerende goederen af te staan. Er vonden alleen doden als de protestanten zich verzetten."
De motivatie van de bevolking om deel te nemen aan de opstand was zeer veelzijdig. Er was ten eerste de wens om de volksplantingen terug te draaien. Volgens de rebellen in Ulster was het 'hun land en van hun vaders afgepakt'. Een volgende motivatie was de scherpe haat jegens de Engelse taal en cultuur die aan de bewoners werd opgedrongen. In County Cavan verboden de Ierse rebellen het gebruik van de Engelse taal en verordonneerden ze dat plaatsnamen enkel in het Iers geschreven mochten worden. Een derde factor was religieuze onvrede. De rebellen identificeerden zichzelf als katholieken en rechtvaardigden hun daden door te stellen dat het enkel zelfverdediging was tegen de protestantse wens het katholieke geloof te verdrijven. De rebellen in Cavan stelden dat 'we komen in opstand voor onze religie. Zij hangen onze priesters in Engeland op.' Historicus Brian MacCuarta schrijft: "Al lang bestaande onvrede tegen de protestantse kerkelijken werden vooral veroorzaakt door het opdringen van de staatsgodsdienst in het gebied. De woede van de Ieren in Ulster jegens alles wat protestants was had te maken met de rijkdom van de kerk in Ulster, wat zeer uitzonderlijk was in het Ierland van de 17e eeuw." Er zijn echter ook gevallen bekend van puur religieus geweld, waarbij Ierse protestanten werden aangevallen en Ierse kolonisten zich aansloten bij de opstand.

### Moordpartijen in Ulster
Het aantal vermoordde kolonisten in de eerste maanden van de opstand is nog altijd onderwerp van debat. Engelse pamfletten claimden dat meer dan 200.000 protestanten gedood waren. Maar recent onderzoek wijst uit dat het aantal doden veel lager is, zo rond de 4000, waarbij er vele duizenden uit hun huis werden gezet. Naar schatting hebben in totaal 12.000 protestanten het leven gelaten, waarbij het merendeel is gestorven vanwege onderkoeling of ziekte nadat ze midden in de winter uit hun huis waren gezet.
Het algehele patroon van de opstand was dat het aantal aanvallen toenam naarmate de opstand voortduurde. In het begin vonden er mishandelingen en berovingen plaats van de plaatselijke kolonisten, gevolgd door brandstichting en uitzettingen en uiteindelijk moordpartijen, waarvan de meeste plaatsvonden in Ulster. Historicus Nicholas Canny zegt dat het geweld escaleerde na een mislukte aanval van de rebellen op Lisnagarvey in november 1641, waarbij de kolonisten honderden gevangengenomen opstandelingen vermoordden. Canny schrijft: "De bloeddorst van de kolonisten toen zij aan de winnende hand waren tijdens de gevechten had een dermate indruk gemaakt op de opstandelingen, dat, zoals een getuige verklaarde, 'het afslachten van de Engelsen' teruggevoerd kan worden tot deze gebeurtenis." In een incident na dit gevecht werden de kolonisten in Portadown gevangen genomen en toen op de brug van de stad vermoord. In het nabijegelegen Kilmore werden Engelse en Schotse mannen, vrouwen en kinderen levend verbrand in de boerderij waar zij opgesloten zaten. Recent onderzoek wijst uit dat tijdens de eerste maanden van de opstand er ongeveer 1.250 protestanten werden vermoord in County Armagh, wat neerkomt op een kwart van de kolonisten in de regio. In County Tyrone hebben onderzoekers drie plekken ontdekt waar kolonisten werden vermoord, waarbij de ergste vlak bij Kinard lag, waar de meeste Britse kolonistenfamilies werden vermoord. Tijdens een moordpartij in Shrule werden begin 1642 tientallen protestanten vermoord die onder begeleiding naar veiligheid trokken, waarbij de escorte volledig bestond uit katholieken.
Moderne historici menen dat de moordpartijen van 1641 een krachtige psychologische impact hadden op de protestantse kolonisten. Dr. Mary O'Dowd schrijft: "De lange termijnsgevolgen van de volksplantingen kunnen niet worden bepaald zonder aandacht te schenken aan de gevolgen van de opstand van 1641. De moordpartijen tijdens de winter van 1641 waren zeer traumatisch voor de protestantse kolonistengemeenschap van Ulster en lieten langdurige littekens na."
Protestantse verslagen uit de tijd van de opstand beschrijven het uitbreken van de opstand als een complete verrassing. Een schrijft dat 'het weleens onderling was besproken, maar dat niemand het voelde aankomen.' Na de opstand waren veel protestanten in Ierland van mening dat de Ieren niet vertrouwd konden worden. De protestantse kijk op de opstand, als zijnde een vooraf bedacht plan om de kolonisten te vermoorden, werd door de protestanten samengesteld in de Depositions; een verzameling getuigenverklaringen die tussen 1642 en 1655 werden verzameld en tegenwoordig worden bewaard in Trinity College Dublin en door John Temple werd gepubliceerd in 1642 met de titel The Irish Rebellion.
Sommige kolonisten vermoordden katholieken. Dit vond vooral plaats in 1642-1643 toen een Schots covenants leger in Ulster landde. William Lecky, de 19e-eeuwse historicus van de opstand, schreef: "Het is verre van zeker bij wie de schuld voor de wreedheden ligt."
Onder de meer opvallende incidenten bevindt zich de moord op Ierse gevangenen bij het Kilwarlinbos nabij Newry en de daaropvolgende slachting van katholieke gevangenen en burgers in het dorp zelf. Trevor Royle citeert James Turner, die in zijn memoires beschreef dat na een schermutseling in het Kilwarlinbos de Ierse gevangenen doodgeschoten werden. Maar twee andere ooggetuigen van hetzelfde incident (een brief van Roger Pike en het verslag van generaal-majoor Robert Munro, de protestantse bevelhebber) hebben het niet over het vermoorden van gevangenen. Turner beschreef in zijn memoires dat de dag erna Engelse soldaten Newby binnentrokken en het kasteel innamen. Na de capitulatie werden de katholieke soldaten en lokale kooplieden op een rij gezet langs de oever van de rivier en zonder proces afgeslacht.
Op Rathlin eiland werden covenantse Campbell soldaten van het Argyll's Foot Regiment door hun commandant, Sir Duncan Campbell van Auchinbreck, aangemoedigd de lokale katholieke inwoners van de MacDonalds clan te vermoorden, omdat dit hun aartsvijanden waren uit de Schotse Hooglanden. Dit deden ze met dodelijke efficiëntie en ze wierpen met de dood als gevolg talloze MacDonald vrouwen van de rotsen af. Het aantal slachtoffers van deze moordpartij wordt geschat van 100 tot 3000.
Het wijdverbreid ombrengen van burgers werd in 1642 enigszins een halt toegeroepen toen Owen Roe O'Neill in Ulster arriveerde om het bevel over de Ierse troepen op zich te nemen. Hij hing diverse rebellen op vanwege het uitvoeren van aanvallen op burgers. Hierna werd de oorlog nog steeds af en toe wreed uitgevochten volgens de regels die zowel O'Neill als de Schotse commandant Robert Monro hadden geleerd in hun tijd als beroepssoldaat in Europa.
Op de lange termijn intensiveerde de moordpartijen van beide zijden de sektarische vijandigheid die al sinds het begin van de volksplantingen leefde onder de bevolking. De verbittering die zowel de volksplantingen als de moorden van 1641 creëerden, bleek een enorm lange adem te hebben. Protestanten in Ulster herdachten tweehonderd jaar na de gebeurtenissen nog steeds de opstand van 1641. Pádraig Lenihan schrijft hierover: "Deze herdenkingen versterkten de gemeenschappelijke solidariteit en benadrukten de noodzaak voor niet aflatende oplettendheid. Zij vonden dat de Ierse katholieken met wie ze samenwoonden voor altijd hun bittere vijanden zouden zijn." Beelden van de moordpartijen begaan door katholieken worden nog steeds weergegeven op de spandoeken van de Oranjeorde. Als de hoge schatting van 12.000 doden klopt, dan zou dat minder dan 10% van de Britse kolonistenbevolking in Ierland hebben betroffen, hoewel in Ulster het aandeel doden hoger lag, namelijk rond de 30%.

## Engelse en Schotse interventie
Van 1641 tot begin 1642 kenmerkten de gevechten in Ierland zich door kleine bendes, gerekruteerd door plaatselijke edelen of door de lokale bevolking, die burgers van de vijandelijke etnische of religieuze groepen aanvielen. In het begin waren de meeste leden van de Iers-katholieke elite in Munster en Connacht terughoudend om zich aan te sluiten bij de opstand. Maar binnen zes maanden hadden ze zich allemaal alsnog aangesloten bij de opstand. Dichterbij Dublin organiseerde de adel van Meath en Kildare zich rond 1 november. Hier waren drie redenen voor.
Ten eerste vormden lokale landeigenaren gewapende eenheden om het geweld aan banden te leggen, omdat ze bang waren dat als de Ierse boeren eenmaal hadden afgerekend met de kolonisten, dat ze zich tegen hen zouden keren. Ten tweede maakten het Lange Parlement, het Ierse bestuur en koning Karel I duidelijk dat Ierse katholieken die hun loyaliteit niet bewezen, verantwoordelijk gehouden zouden worden voor de opstand en de moord op kolonisten en dat zij hun landgoederen zouden verliezen. Het oude beleid om conflicten te beëindigen middels het verlenen van amnestie bestond niet meer en alle rebellenleiders werden op 1 januari 1642 vogelvrij verklaard. Ten derde leek het er lange tijd op dat de rebellen zouden winnen nadat zij een regeringsleger nabij Julianstown hadden verslagen in november 1641. Dit beeld werd snel bijgesteld toen de rebellen er niet in slaagden Drogheda in te nemen, maar toen hadden de meeste edelen zich al aangesloten bij de opstand.
Op 4 november liet Phelim O'Neill een vervalst document verspreiden waarin stond dat hij handelde uit naam van de koning. Diezelfde dag ging het Engelse parlement akkoord met het vormen van een leger van 8.000 man om de opstand neer te slaan.
Tegen het begin van 1642 waren de rebellen geconcentreerd in vier gebieden: in Ulster onder Phelim O'Neill, rondom Dublin onder Burggraaf Gormanstown, in het zuidoosten onder de familie Butler (met name Lord Mountgarret) en in het zuidwesten onder Donagh MacCarthy, Burggraaf van Muskerry. In de gebieden waar de Britse kolonisten woonden (Cork, Dublin, Carrickfergus en Derry) vormden ze hun eigen milities en wisten ze de rebellen van het lijf te houden.
De katholieke adel rond Dublin stuurden op 17 maart 1642 bij Trim, County Meath, een formeel protest naar de koning. Op 22 maart kwam de katholieke kerkleiding bijeen in Kells, County Meath, en gingen ze er unaniem mee akkoord dat dit een gerechtvaardigde oorlog was.
Karel I probeerde, samen met lokale landeigenaren, een groot leger op de been te brengen om de opstand neer te slaan. Medio 1642 bedroeg dit leger 40.000 voetsoldaten, 3600 cavaleristen en 300 artilleristen. Onderdeel van dit leger waren 10.000 voetsoldaten die door het Schotse parlement waren gerekruteerd en naar Ulster waren gestuurd om hun landgenoten te beschermen. In februari 1642 trok het royalistische leger, onder bevel van James Butler, vanuit Dublin naar Naas en in maart slaagden ze erin het beleg van Drogheda te doorbreken. In april bevoorraden ze de garnizoenen in het midden van het land en wonnen ze de Slag bij Kilrush op hun terugweg naar Dublin.
Een snelle nederlaag van de rebellen in Ierland werd echter voorkomen door het uitbreken van de Engelse Burgeroorlog in oktober 1642. Het Engelse Parlement vertrouwde Karel het bevel niet toe over het leger dat naar Ierland was gestuurd, omdat ze bang waren dat het naderhand tegen hen gebruikt zou worden. Tegelijkertijd werd de Graaf van Castlehaven door Koning Karel naar Ierland gestuurd om met de Ieren te onderhandelen.
Vanwege de burgeroorlog in Engeland werden de Engelse troepen eind 1642 uit Ierland teruggetrokken en ontstond er een militaire patstelling. Na de onbesliste Slag bij Edgehill in oktober 1642 kwamen de royalisten tot de conclusie dat als de troepen die eerder naar Ierland waren gestuurd, aanwezig waren geweest in Engeland, dat de burgeroorlog binnen enkele dagen of maanden zou zijn beëindigd.

## Oprichting van de Confederatie
Hugh O'Reilly, de aartsbisschop van Armagh, hield in maart 1642 een sinode van de Ierse bisschoppen in Kells, County Meath. Daar verklaarde een meerderheid van de aanwezigen dat het conflict een 'heilige en gerechtvaardige oorlog' was.
Op 10 mei 1642 riep aartsbisschop O'Reilly nog een synode bijeen in Kilkenny. Er waren drie aartsbisschoppen, elf bisschoppen of hun afgevaardigden en andere belanghebbenden aanwezig. Zij ontwierpen de Confederale Eed van Trouw en riepen alle katholieken in Ierland op deze af te leggen. Zij die deze eed aflegden zwoeren trouw aan Karel I en beloofden alle bevelen van de 'Opperste Raad van Confederale Katholieken' te gehoorzamen. De rebellen stonden vanaf dat moment bekend als de Confederalen. De synode bevestigde dat de opstand een 'gerechtvaardigde oorlog' was. Het riep op tot de vorming van een raad (bestaande uit edelen en geestelijken) in elke provincie, waarvan de activiteiten gecoördineerd zouden worden door een nationale raad. Het zwoer de misdaden van Confederale soldaten te bestraffen en elke katholiek te excommuniceren die tegen de Confederatie vocht. De synode stuurde afgevaardigden naar Frankrijk, Spanje en Italië om steun te zoeken, geld en wapens in te zamelen en om Ieren die in buitenlandse legers dienden te rekruteren. Lord Mountgarret werd aangesteld als president van de Confederale Raad en in oktober van dat jaar zou een Algemene Vergadering plaatsvinden.
Tegen de zomer van 1642 hadden de Ierse katholieken meer dan twee derde van Ierland onder hun controle en de opstand was veranderd in een meer reguliere leger tussen de Ieren en de door de Britten bezette enclaves in Ulster, Dublin en Cork.
De Confederale Algemene Vergadering vond op 24 oktober 1642 in Kilkenny plaats en daar vormde het een voorlopige regering. Aanwezig waren 14 edelen en 11 geestelijken uit het Ierse parlement, samen met 226 burgers. De Vergadering stelde een Opperste Raad samen dat bestond uit 24 leden. De Opperste Raad zou zeggenschap hebben over alle militaire generaals, militaire officieren en civiele functionarissen. Haar eerste daad was het aanstellen van de generaals die de Confederale troepen zouden aanvoeren: Owen Roe O'Neill in Ulster, Thomas Preston in Leinster, Garret Barry in Munster en John Burke in Connaught. Verder werden er een nationale schatkist, een gelddrukkerij en een drukkerij voor het drukken van proclamaties werden in Kilkenny gevestigd.
De Confederatie koos uiteindelijk de kant van de royalisten in ruil voor zelfbestuur en volledige rechten voor alle katholieken na afloop van de oorlog. De Confederatie werd echter van 1649 tot 1653 uiteindelijk verslagen door het New Model Army van het Engelse Parlement en het Ierse landbezit kwam grotendeels in handen van de protestantse kolonisten.